# Öringstjärnen (Kalls socken, Jämtland, 709348-136538)
Öringstjärnen är en sjö i Åre kommun i Jämtland och ingår i Indalsälvens huvudavrinningsområde.